# Miradouro da Ponta do Escalvado

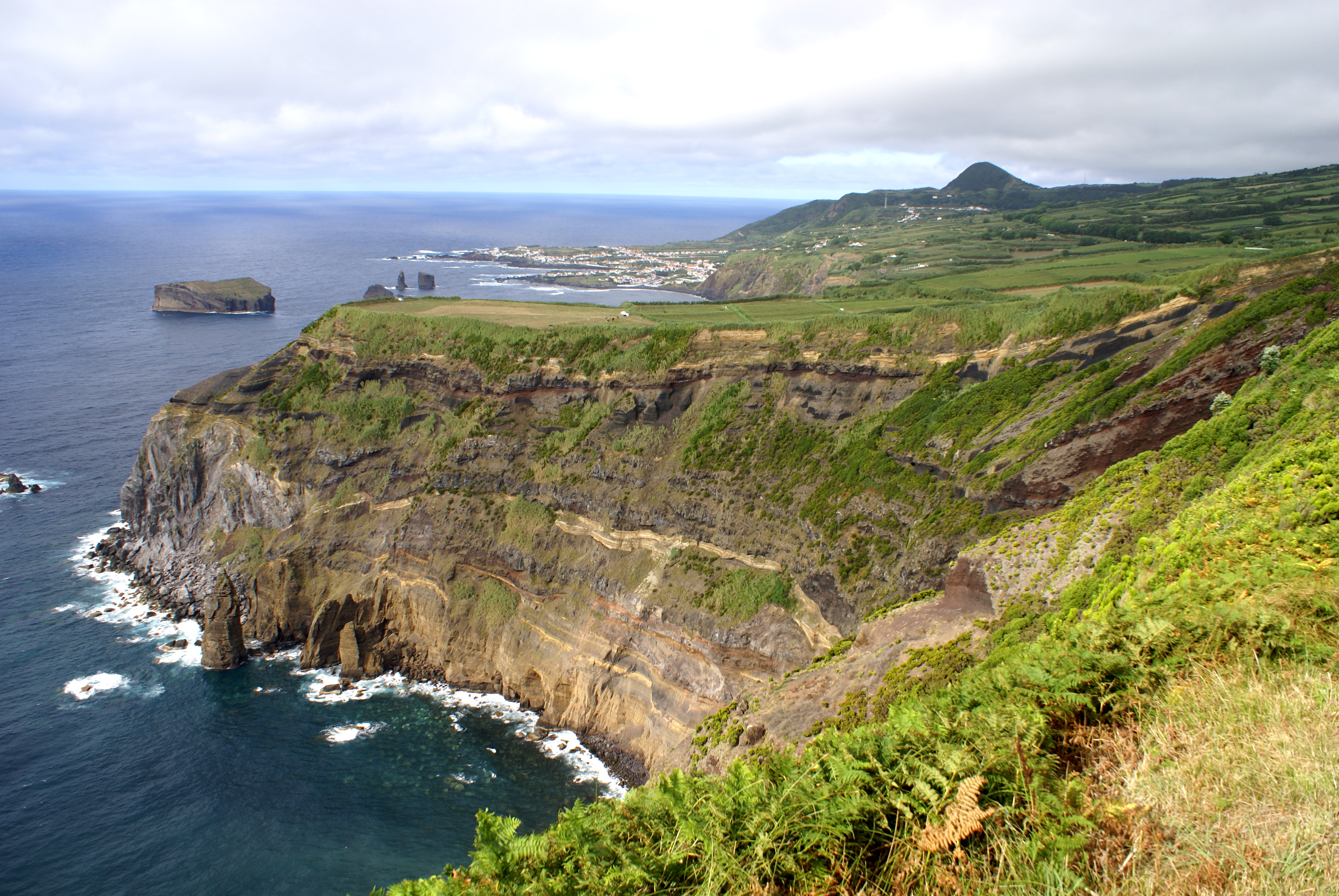
Miradouro da Ponta do Escalvado.

O Miradouro da Ponta do Escalvado é um miradouro português localizado no lugar da Várzea freguesia dos Ginetes concelho de Ponta Delgada, na ilha açoriana de São Miguel.
Este miradouro localizado na Ponta do Escalvado avista-se a Ponta da Ferraria, os ilhéus dos Mosteiros, a Lomba Grande e a Lomba da Fonte e a localidade da Várzea.
A localização deste miradouro numa falésia piroclástica torna-o útil ao estudo deste mesmo o vulcânico dado que parte do terreno circundante ao miradouro se encontra a descoberto.